# Gregorio Bernales
Gregorio Bernales Francia (Lima, 8 de noviembre de 1976) es un exfutbolista peruano. Jugaba de mediocampista. Tiene 48 años.

## Trayectoria
Tuvo al fútbol muy presente desde la más temprana edad. El pequeño "Goyo" -como lo llaman desde muy pequeño- tuvo la suerte de que al frente de su casa se ubicaba una cancha de fulbito, a donde su padre siempre lo llevaba a jugar. Los años pasaban y él era uno de los mejores jugadores de su vecindario, destacando tanto en los campeonatos interbarriales como en su colegio, del que siempre formó parte de su selección de fútbol.
Estaba muy claro que Gregorio tenía el suficiente talento como para convertir al fútbol en su carrera profesional. A los 14 años, fue a probarse a las divisiones menores del Deportivo Sipesa de la ciudad de Chimbote y pasó el examen sin ningún problema. Esto representó una gran satisfacción para él, ya que había quedado plenamente demostrado que tenía la capacidad suficiente como para tentar suerte en un equipo profesional. Ronald Pitot, técnico de las divisiones menores del club, advirtió sus excelentes condiciones futbolísticas y apostó por él desde un primer momento, convirtiéndose en uno de los grandes mentores de su carrera. Sin embargo, en esa época Gregorio se preocupaba más por los estudios, ya que aún consideraba al fútbol como un hobby.
Rápidamente Gregorio se hizo de un lugar en el equipo, que para ese entonces había cambiado su nombre al de Deportivo Pesquero. "Goyo" destacaba nítidamente gracias a las grandes virtudes que mostraba para el puesto de volante de contención. La segunda mitad de 1995, el equipo decidió prestarlo al Hijos de Yurimaguas de la Segunda división peruana con el fin de que adquiera experiencia. El novel mediocampista asimiló muy bien aquellos seis meses, retornando al equipo mucho más curtido con miras a la gran exigencia que iba a afrontar poco después.
Como era previsible, los equipos "grandes" volvieron a la carga en su intención de incorporar a Gregorio Bernales entre sus filas. Fue Universitario de Deportes, que se había coronado campeón en 1998, el que mostró más interés, iniciando las gestiones a pedido de su técnico Osvaldo Piazza. Éste dejó el cargo a fines de 1998, pero las negociaciones continuaron y Bernales se convirtió en una de las principales incorporaciones del equipo crema para la temporada 1999.
Cuando Gregorio llegó a la "U", el técnico era Miguel Company. Pese al carácter algo arisco del entrenador, el mediocampista de 22 años rápidamente se ganó la confianza del técnico y tuvieron que pasar pocos partidos para que se haga de un lugar en el equipo, compitiendo palmo a palmo el puesto con jugadores tan reconocidos como José Carranza o Marko Ciurlizza.
A mediados del año 2002 llega al Sporting Cristal donde obtiene su tercer título profesional, luego de pasar por varios equipos regresó Universitario de Deportes el año 2008, acabó su carrera en Cobresol el año 2012.

## Selección nacional
Ha sido internacional con la Selección de fútbol del Perú. Fue convocado por primera vez a la Selección Peruana en 1997, con motivo de la Copa América que se disputó a mediados de ese año en Bolivia. Era un equipo alterno que estaba integrado en su mayoría por jugadores jóvenes, ya que Perú simultáneamente estaba peleando un cupo en las Eliminatorias para la Copa Mundial de Fútbol de 1998 y se prefirió no utilizar a los jugadores más experimentados. Gregorio, de 20 años, en ese entonces destacaba en Deportivo Pesquero y junto al delantero Claudio Pizarro fueron los convocados del club a aquella Selección. Sin embargo, un error administrativo impidió que ambos llegaran a tiempo al primer entrenamiento, de forma que el técnico Freddy Ternero optó por dar marcha atrás en el llamado. Esto no le cayó nada bien a "Goyo", quien estaba muy ilusionado en formar parte de una Selección Peruana por primera vez en su carrera. 
La revancha llegó un año después. Gregorio seguía brillando con luz propia en Deportivo Pesquero, por lo que el técnico Juan Carlos Oblitas decidió convocarlo al equipo que iba a disputar un encuentro amistoso muy importante, ante la poderosa Selección de fútbol de los Países Bajos en condición de visitante. Durante los entrenamientos previos, Oblitas corroboró la buena impresión previa que tenía del volante, considerándolo en el once titular que afrontó el encuentro, jugado en la ciudad de Róterdam y que Perú perdió 2-0. Su actuación fue muy meritoria y nunca le pesó la camiseta, a pesar de que era su debut absoluto con la Selección Peruana. Inclusive, Juan Carlos Oblitas lo felicitó públicamente por su desempeño. "Goyo" recuerda con mucha emoción aquel episodio, que lo considera como uno de los más enriquecedores e importantes de su carrera. 
A inicios de 1999, poco después de fichar por Universitario de Deportes, Gregorio Bernales fue requerido para un par de encuentros amistosos que la Selección Peruana disputó con Ecuador. El mediocampista participó en el de vuelta, redondeando otra gran performance y siendo considerado uno de los mejores jugadores de la cancha. Perú venció aquel partido por 2-1.
Bernales no volvió a ser llamado hasta octubre del 2000, cuando Julio César Uribe tomó el mando de la Selección que estaba participando en las Eliminatorias para la Copa Mundial de Fútbol de 2002. Gregorio formó parte del once titular en los partidos que Perú jugó como visitante ante Bolivia (derrota de 0-1) y Paraguay (derrota de 1-5).

## Clubes
| Club                | País | Año         |
| ------------------- | ---- | ----------- |
| Hijos de Yurimaguas | Perú | 1995        |
| Deportivo Pesquero  | Perú | 1996 - 1998 |
| Universitario       | Perú | 1999 - 2002 |
| Sporting Cristal    | Perú | 2002 - 2003 |
| Universitario       | Perú | 2004 - 2006 |
| Total Clean         | Perú | 2007        |
| Universitario       | Perú | 2008        |
| Total Chalaco       | Perú | 2009 - 2010 |
| Cobresol            | Perú | 2011 - 2012 |

## Palmarés

### Campeonatos nacionales
| Título                    | Club             | País | Año  |
| ------------------------- | ---------------- | ---- | ---- |
| Primera División del Perú | Universitario    | Perú | 1999 |
| Primera División del Perú | Universitario    | Perú | 2000 |
| Primera División del Perú | Sporting Cristal | Perú | 2002 |
| Torneo Apertura           | Sporting Cristal | Perú | 2003 |
| Torneo Apertura           | Universitario    | Perú | 2008 |